# Bucine
Bucine là một đô thị và thị xã của Ý. Đô thị này thuộc tỉnh Arezzo trong vùng Toscana. Bucine có diện tích 131,08 km², dân số theo ước tính năm 2005 của Viện thống kê quốc gia Ý là 9760 người. 